# Jyske mesterskab 1902 (fodbold)
Det jyske mesterskab i fodbold 1902 var den 1. udgave af turneringen om det jyske mesterskab i fodbold for herrer organiseret af Jysk Boldspil-Union. Turneringen blev vundet af SK Cimbria Aalborg, der i finalen i Horsens slog Horsens BK med 17-0.
Seks klubber var tilmeldt, og de blev opdelt i to grupper. Den første kamp blev spillet 21. september 1902. Horsens BK nåede finalen, fordi Esbjerg afstod fra at spille omkamp.
Den første egentlige fodboldturnering om det jyske mesterskab blev dog spillet i 1901. Fællesforeningen for Jyske Idrætsklubber havde arrangeret en turnering med deltagelse af 40 hold, som blev vundet af Haandværkernes IF Aalborg, der i Aalborg slog Viborg FF i finalen. Denne turnering fortsatte med at blive spillet frem til 1907 for de klubber, som ikke var medlem af Jysk Boldspil-Union.

## Kreds 1
21/9 1902: SK Cimbria Aalborg - Haandværkernes IF Aalborg 7 - 2 (4 - 1)
Grenaa BK var den tredje deltager i kredsen. Øvrige resultater kendes ikke, men SK Cimbria Aalborg vandt kredsen og kvalificerede sig til finalen.

## Kreds 2
12/10 1902: Horsens BK - Esbjerg B 98 2 - 2
Fredericia BK var den tredje deltager i kredsen. Øvrige resultater kendes ikke, men Horsens BK sluttede à point med Esbjerg B 98. Esbjerg afviste dog at spille omkamp, så Horsens BK kvalificerede sig til finalen.

## Finale
9/11 1902: Horsens BK - SK Cimbria Aalborg 0 - 17 (0 - 9). Spillet i Horsens.